# Selva

Comarca la Selva

La Selva este o comarcă, din provincia Girona în regiunea Catalonia (Spania).